# Martha Goldstein
Pour les articles homonymes, voir Goldstein.
Martha Goldstein, née Martha Svendsen le 10 juin 1919 à Baltimore et morte le 14 février 2014 à Seattle, est une claveciniste et une pianiste qui a donné des concerts aux États-Unis, en Afrique au Moyen-Orient et en Europe. Elle a joué des œuvres de Georg Friedrich Haendel, de Frédéric Chopin, de Georg Philipp Telemann, de Franz Liszt et de Ferruccio Busoni entre autres.

## Études et carrière
Martha Goldstein étudie à l'Institut Peabody et à la Juilliard School avec  Audrey Plitt, Eliza Woods, James Friskin and Mieczysław Munz.
Elle a enseigné à l'Institut Peabody et au Cornish College of the Arts pendant 20 ans,. Elle a aussi joué comme artiste invitée avec le Soni Ventorum Wind Quintet, quintette à vent de l' University of Washington School of Music.
De nombreux enregistrements de Martha Goldstein sont sortis sous le label LP de Pandora Records, label créé en 1973 et actif pendant plus de 10 ans. Cette maison de disques ferme avec l'arrivée du CD. Toutes les archives des enregistrements sont maintenant disponibles sans restriction au téléchargement. Ces enregistrements sont souvent des performances historiques, enregistrements où elle joue sur des instruments d'époque,.

## Enregistrements commerciaux
- The Italian Harpsichord. Pandora Records, cat. no. PAN 101[8].
- Bach: Flute sonatas. Complete and Authentic Works from the Neue Bach Gesellschaft. Alex Murray (Baroque flute); Martha Goldstein (harpsichord). Pandora Records (1974) cat. no. PAN 104.
- Chopin: Études, Op. 10; Études, Op. 25. Pandora Records, cat. no. PAN 107.
- Bach: Flute Sonatas. Incomplete and Controversial Sonatas. Alex Murray (Baroque flute); Martha Goldstein (harpsichord). Pandora Records, cat. no. PAN 105.
- Bach / Martha Goldstein - The Sound of the Keyboard Lute. Pandora Records, cat. no. PAN 111.
- « Brahms: Waltzes »(Archive.org • Wikiwix • Archive.is • Google • Que faire ?) (consulté le 16 août 2013). Pandora Records (1987), cat. no. PAN 119.
- Bach: Music for Solo Traverso, Volume I. Alex Murray (Baroque flute); Martha Goldstein (harpsichord). Pandora Records, cat. no. PC 176[9].

## Sources
- (en) Cet article est partiellement ou en totalité issu de l’article de Wikipédia en anglais intitulé « Martha Goldstein » (voir la liste des auteurs).
- H. R. Smith Co. (1982). The new records, Volume 50. Berkeley, California: University of California.
- Crystal Record Company (1977). Directory of new music. (OCLC 1085363)
- American Guild of Organists (1985). The American organist, Volume 19, Issues 1-6.
- Museum of Art and Archaeology, University of Missouri (1970). Muse, Volumes 4-6